# 1989 في رومانيا
فيما يلي قوائم الأحداث التي وقعت خلال عام 1989 في رومانيا.

## أحداث
- 16 ديسمبر – الثورة الرومانية 1989

## سياسة

### انتهاء فترة المنصب
- 22 ديسمبر – نيكولاي تشاوتشيسكو رئيس رومانيا [الإنجليزية]‏، President of the State Council ‏.

## مواليد

### يناير
- 29 يناير – أدريانا تساكالي لاعبة كرة يد رومانية.

### فبراير
- 25 فبراير – فاليريكا غامان لاعب كرة قدم روماني.

### مارس
- 3 مارس – رالوكا أولارو لاعبة كرة مضرب رومانية.

### أبريل
- 12 أبريل – أنتونيا ياكوبيسكو

### مايو
- 7 مايو – بيترو ألكسندرو لونكانو لاعب كرة مضرب روماني.
- 18 مايو – ألكساندرو كيبتشيو لاعب كرة قدم روماني.
- 30 مايو – ألكسندرا دولغيرو لاعبة كرة مضرب رومانية.

### يونيو
- 4 يونيو – سيلفيو لونغ جونيور لاعب كرة قدم روماني.
- 10 يونيو – ألكسندرا ستان
- 20 يونيو – آنا كاتا تشيتيجا لاعبة كرة سلة فرنسية.
- 22 يونيو – أنيتا بيرفوتس لاعبة كرة يد رومانية.

### أغسطس
- 21 أغسطس – فالنتين لازار لاعب كرة قدم روماني.
- 21 أغسطس – لورا تشيبير لاعبة كرة يد رومانية.

### سبتمبر
- 29 سبتمبر – كريستينا زامفير لاعبة كرة يد رومانية.

### أكتوبر
- 17 أكتوبر – ألكساندرو ماتسيل لاعب كرة قدم روماني.

### نوفمبر
- 14 نوفمبر – فلاد كيريكيش لاعب كرة قدم روماني.
- 22 نوفمبر – غابرييل تورجي لاعب كرة قدم روماني.

## وفيات

### ديسمبر
- 25 ديسمبر – إلينا تشاوشيسكو (مواليد 1916) سياسية رومانية.
- 25 ديسمبر – نيكولاي تشاوتشيسكو (مواليد 1918) سياسي روماني.
- 28 ديسمبر – هيرمان أوبرث (مواليد 1894)